# Петър Богоев
Петър Богоев Петров е български революционер-антифашист, политик от БКП, електроинженер. Член е на Българското инженерно-архитектурно дружество (БИАД).

## Биография

### Произход и младежки години
Петър Богоев е роден на 18 септември 1903 година в Долно Котори, Леринско, тогава в Османската империя. Произхожда от средно селско семейство, което се изселва в село Мадара, Шуменско. Включва се в марксистко-ленинските кръжоци още като ученик в гиманзията (1918 – 1921), където от същата година е член на комсомола (до 1932 година). Учи и завършва висшете си образование в Бърно, Чехия през 1929 година. Приет е за член на БКП (т.с.) в късната 1932 година.
Завръща се в България и участва в антифашистката съпротива, за което през март 1944 г. е осъден на смърт от Варненския окръжен съд. Обжалва присъдата и тя е заменена с доживотен затвор. Бил е на два пъти политзатворник; в България в периода 1925 – 1926 година, в Чехия в периода 1934 – 1935 година и отново в България, във Варна, Сливен и Шумен, в периода 1942 – 1944 година. Преди Деветосептемврийския преврат работи като помощник-машинист в пристанищната електростанция в Бургас (1926 – 1927), монтьор в Б.З.Коперация в София (1927 – 1929), стажант в електро-централата във Варна (1935 – 1936) и инженер в електро-централата във Варна (1940 – 1942).

### Политическа дейност (1944 – 1989)
След 9 септември 1944 г. Богоев е назначен за главен директор на „Енергострой“. Член е на Варненския областен комитет и завеждащ отделите „Агитпроп“ (до февруари 1946 година) и „Стопански“ (от ноември 1946 година) – Варна при ЦК на БРП (к.). В периода 1947 – 1952 година е заместник-министър на електрификацията и мелиорациите (от 5 февруари 1951 година министерство на електрификацията) в правителствата на Георги Димитров и Васил Коларов, 1952 – 1956 година главен директор на Силнотоковия завод „В. Коларов“ – София, а след това търговски представител на България в ГДР. Началник отдел „Електрифициране жп линия“ при Главната дирекция на БДЖ (1947).
Взема участие в проектирането и изграждането на най-големите язовири в България.
Петър Богоев умира на 11 януари 1998 година в София, България.